# Nicola Belardo
Nicola Belardo (Napoli, 14 settembre 1990) è un ex rugbista a 15 italiano, in carriera attivo nel ruolo di terza linea.

## Biografia
Praticante fin dall'età di sette anni nelle giovanili del CUS Napoli, entrò a 10 anni nella Partenope.
Dal 2007 al 2010 fu all'Accademia federale Ivan Francescato e nel settembre 2008 debuttò in prima squadra alla Partenope; compì la trafila tra le selezioni giovanili italiane, partecipando anche al Sei Nazioni di categoria.
Del giugno 2010 fu il trasferimento ai Cavalieri, formazione di Eccellenza di Prato, con cui si mise in luce come miglior italiano del campionato 2010-11.
Finalista del campionato Eccellenza 2011-12 con I Cavalieri, sconfitti da Calvisano, per la stagione 2012-13 Belardo fu ingaggiato dalla franchise federale delle Zebre in Pro12; l'anno seguente si trasferì a Calvisano con cui vinse 3 scudetti e un trofeo Eccellenza fino a tutta la stagione 2016-17, quando a 26 anni si ritirò dall'attività per intraprendere la carriera di skipper professionista.

## Palmarès
- Campionati italiani: 3
Calvisano: 2013-14, 2014-15, 2016-17
- Trofei Eccellenza : 1
Calvisano: 2014-15